# Beaurevoir
Beaurevoir è un comune francese di 1 368 abitanti situato nel dipartimento dell'Aisne della regione dell'Alta Francia.

## Storia

### Giovanna d'Arco
Giovanna d'Arco, prigioniera di Giovanni di Lussemburgo, fu trasferita dal castello di Beaulieu al castello di Beaurevoir, castello del Vermandois.
Ella vi fu subito trattata con dolcezza; fu accolta da una zia di Giovanni di Lussemburgo e da Giovanna di Béthune, consorte di Giovanni II di Lussemburgo-Ligny. Pie e caritatevoli, Giovanna fece loro grande impressione. Esse le offrirono un vestito, ma Giovanna si rifiutò di lasciare i suoi abiti maschili.
Giovanna ricevette visite, in particolare quelle di Aymon de Macy, e fu tenuta al corrente della situazione critica di Compiègne e dei discorsi per venderla agli Inglesi. Ella prese la decisione di tentare una nuova evasione, nonostante che le sue "voci" (secondo le sue dichiarazioni) che le consigliavano la prudenza.
Ella era stata imprigionata all'ultimo piano di una torre d'angolo alta circa trenta metri; la muraglia era a picco e s'interrava in un fossato a secco. La stretta finestra della prigione non era protetta da una griglia, Giovanna vi s'innerpicò e si lanciò nel vuoto, raccomandandosi, secondo le sue dichiarazioni, a santa Caterina.
Ella cadde pesantemente nel fossato; svenuta a metà e udì gente che gridava: è morta. Accorsero delle guardie, ella riprese conoscenza. Nel loro sbigottimento nel trovarla ancora in vita, uno non poté che dire: «Avete saltato?»
Fu portata nella sua cella, ove, indolenzita, rimase stesa su un giaciglio, incapace di bere e di mangiare per tre giorni.
I giudici di Rouen approfittarono di questa evasione mancata per accusarla di aver voluto suicidarsi. Tuttavia, la requisitoria definitiva non fece allusione al suicidio.

### Guerra del 1914-1918
Il 28 agosto 1914, meno d'un mese dopo la dichiarazione di guerra, Lanchy vide l'arrivo dei primi Tedeschi dopo la ritirata dell'esercito francese.

Durante tutta la guerra, il villaggio si trovò arretrato rispetto al fronte, che si era stabilito a una ventina di chilometri a ovest, verso Péronne. In questo periodo, gli abitanti conobbero la dura legge degli occupanti. Decreti del comando obligavavano, a data fissa, sotto la responsabilità del sindaco e del consiglio municipale, la popolazione fornire, sotto pena di sanzioni: grano, uova, latte, carne e verdure destinate a nutrire i soldati del fronte. Tutte le persone valide dovevano effettuare lavori agricoli o di manutenzione.

Non fu che il 4 ottobre 1918 che Beaurevoir fu ripresa dalle truppe britanniche e australiane dopo violenti combattimenti e bombardamenti che provocarono numerosi danni ai fabbricati.
Dopo l'armistizio, molti abitanti non tornarono a stabilirsi nel comune, ma, grazie agli indennizzi per danni di guerra, iniziarono una nuova vita altrove. Per gli altri ebbe inizio un lungo periodo di oltre dieci anni di ricostruzione delle abitazioni (case provvisorie), delle fabbriche, degli edifici pubblici, delle strade. Di 2 300 abitanti nel 1911, Beaurevoir non ne contava più di 1691 nel 1921.
Il 17 ottobre 1920, viste le sofferenze patite dalla popolazione nei tre anni d'occupazione tedesca e i danni ai fabbricati, il comune si vide riconoscere la Croce di guerra francese 1914-1918.

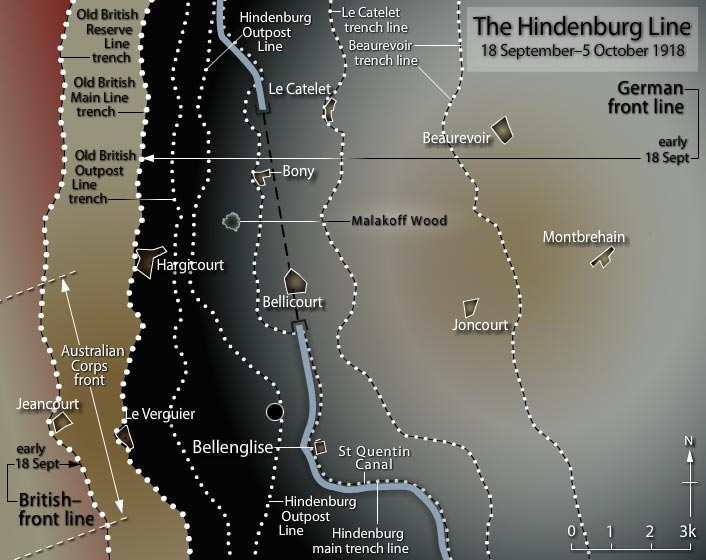
Progressione degli alleati dal 18 settembre al 5 ottobre 1918.
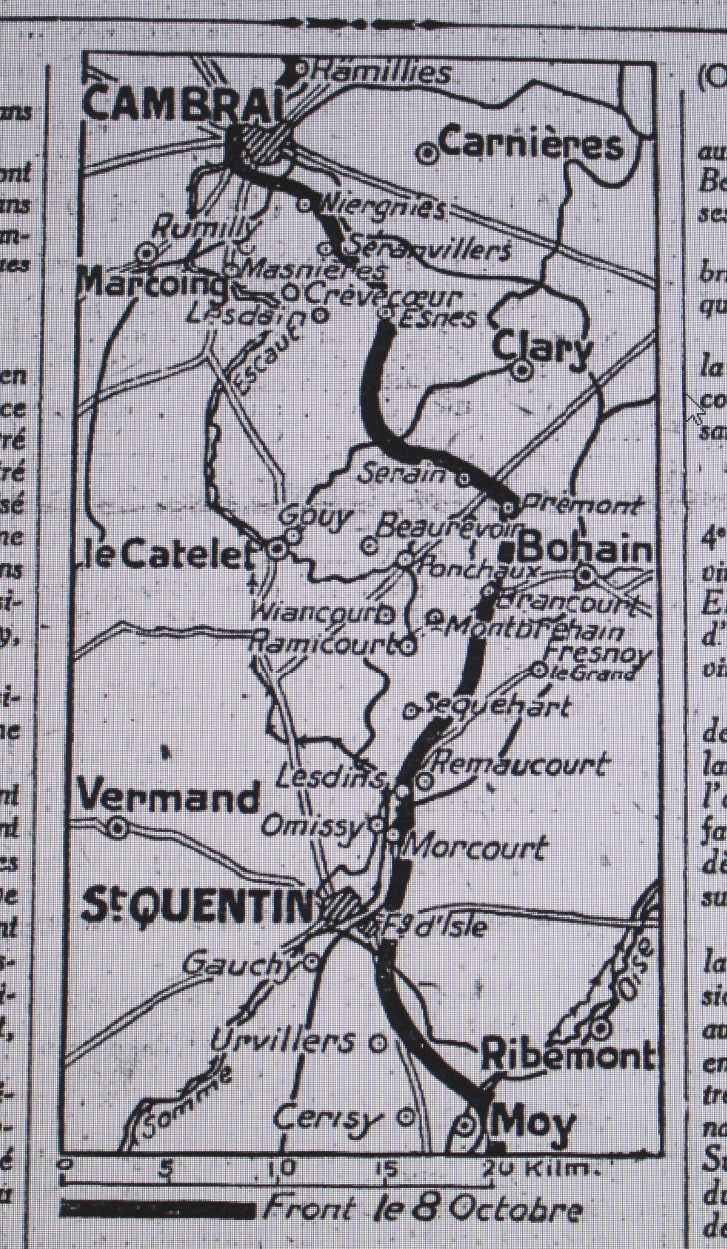
Mappa del fronte l'8 ottobre 1918.
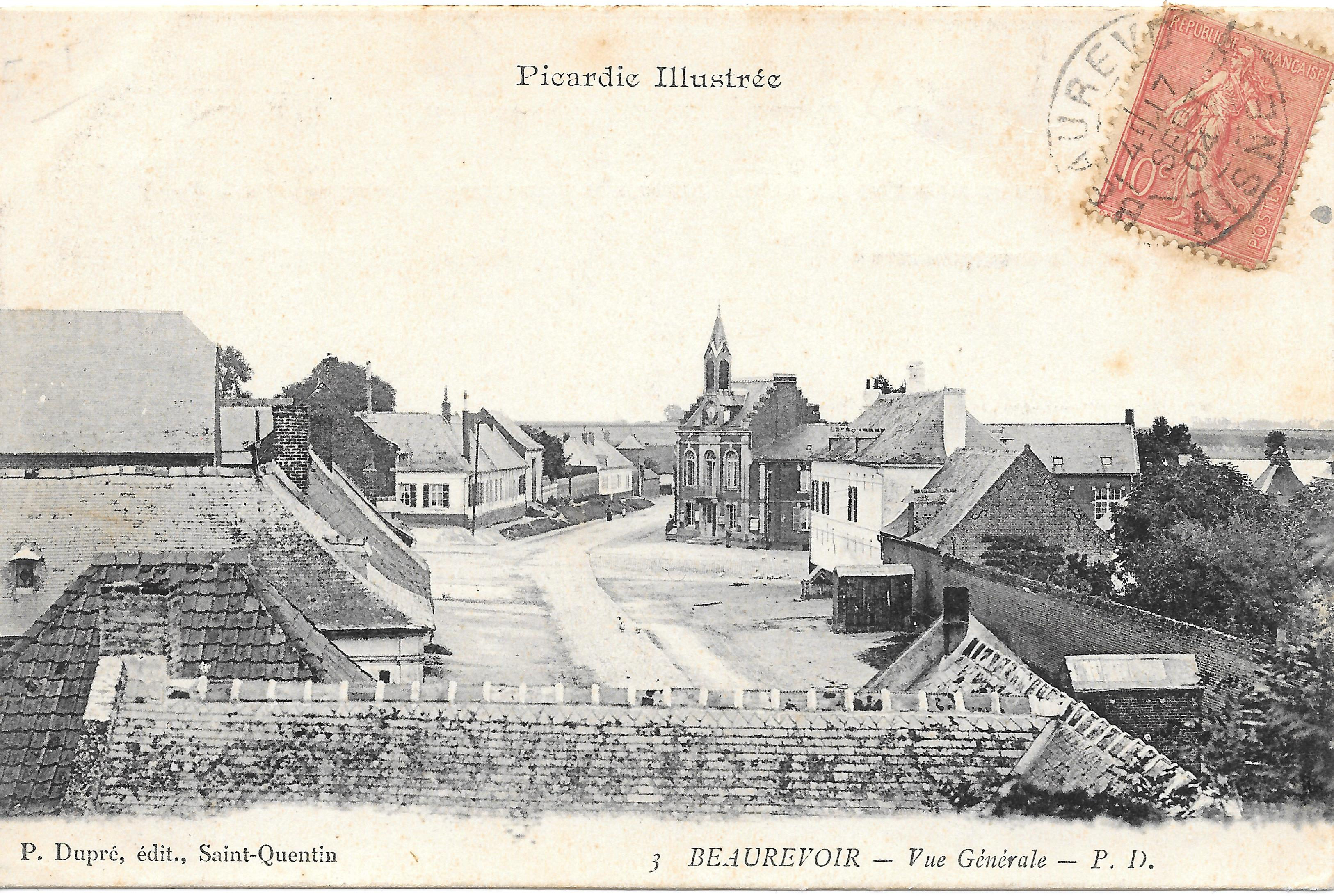
Veduta del villaggio prima del 1914.
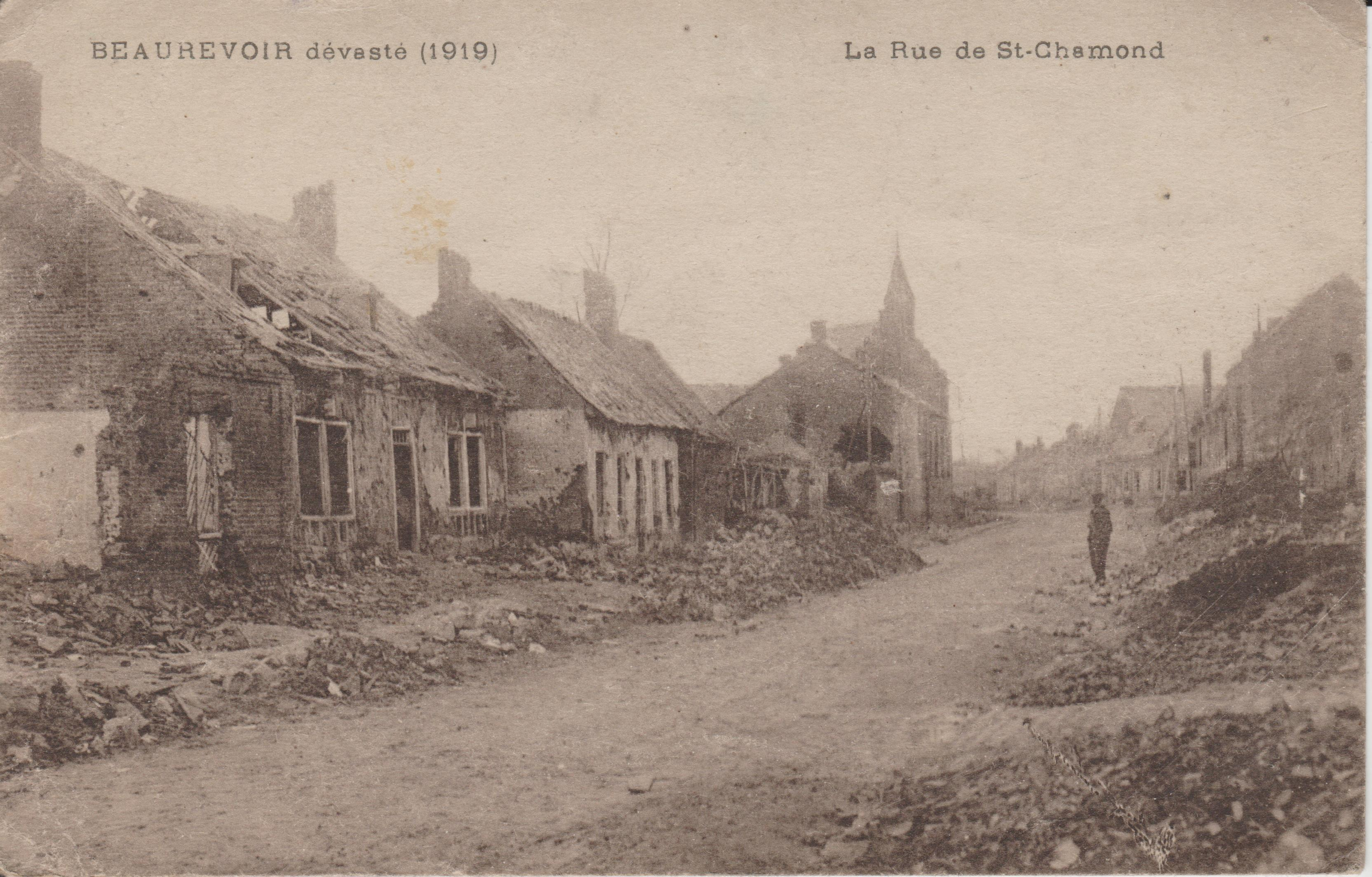
Le distruzioni della via di Saint-Chamont a seguito dei combattimenti dell'inizio di ottobre 1918.
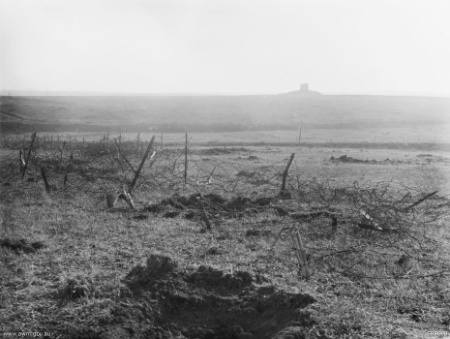
Campi di filo spinato con, all'orizzonte, la torre Giovanna d'Arco.
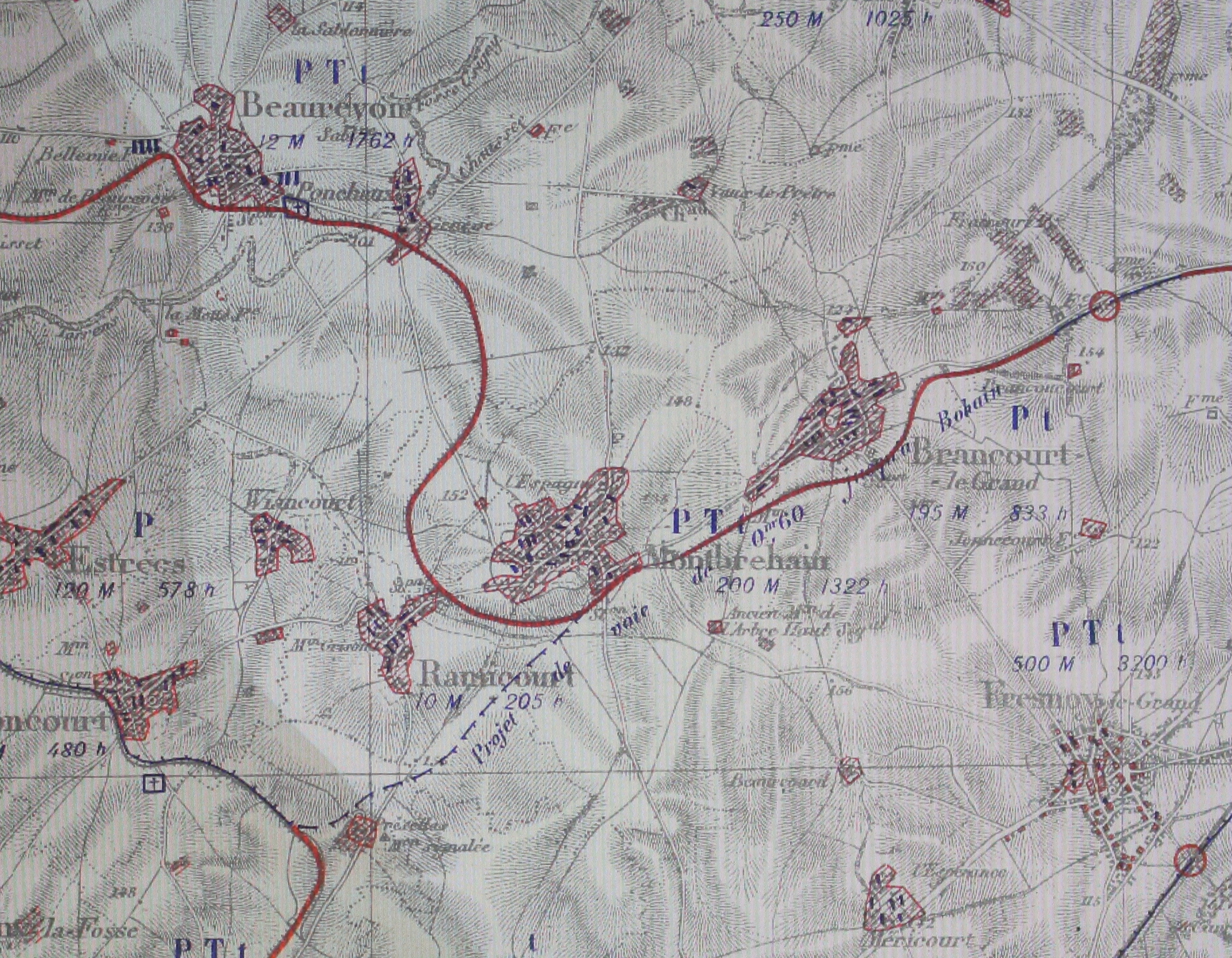
Mappa che mostra le distruzioni subite da Beaurevoir con i combattimenti del 1918.

### Simboli
Beaurevoir ha adottato lo stemma dei marchesi della famiglia de Mailly Nesles. La signoria venne acquistata nel 1594 da René IV de Mailly.

## Società

### Evoluzione demografica
Abitanti censiti